# Xenomusa tetramera
Xenomusa tetramera là một loài bướm đêm trong họ Geometridae.